# Abbaye de Crisenon
L'abbaye de Crisenon est une ancienne abbaye bénédictine située dans le département actuel de l'Yonne en Bourgogne-Franche-Comté, France.
Fondé dans la dernière année du XIe siècle, l'établissement est pour ses quelques premières dizaines d'années un prieuré d'hommes ; à la suite d'un échange, il devient un prieuré pour femmes, puis est érigé en abbaye en 1137. La faveur accordée par plusieurs papes amène une prospérité rapide et, vis-à-vis de toute autre autorité, un esprit d'indépendance que les évêques d'Auxerre mettront cinq siècles à subjuguer. L'abbaye est supprimée à la Révolution.
L'endroit, dont il ne reste que le château, est de nos jours une pisciculture qui met à profit la belle qualité de l'eau de la source sur place.

## Situation
Crisenon se trouve sur la rive gauche de la rivière Yonne, à 20 km au sud (en amont) d'Auxerre, le long d'un petit ruisseau nommé en latin Baciola. Une source sur le lieu alimente la pisciculture actuelle avec une eau à la température constante de 12 °C.
Il est proche d'autres établissements renommés, dont l'abbaye de Reigny à 5 km à l'est. Mais Reigny se trouve le long de l'ancienne Via Agrippa de l'Océan, sur une section de celle-ci que la carte de Cassini appelle « route de (Paris à) Lyon par la diligence » ; tandis que Crisenon est sur la route plus modeste d'Auxerre à Châtel-Censoir.

## Histoire

### Premier bâti sur le lieu
On a longtemps cru qu'Alix, fille du roi Robert et femme de Renaud comte d'Auxerre, avait fondé l'abbaye de Crisenon. Elle a seulement fondé dans ce lieu une modeste chapelle dédiée à saint Nicolas en 1040, année de la mort de son mari Renaud comte d'Auxerre,.

### 1099: fondation du prieuré d'hommes
L'abbaye de Crisenon est fondée par Ithier, Hugues et Narjot, trois frères seigneurs de Toucy, Bazarnes et autres lieux, qui possèdent en commun l'île de Crisenon. Cette fondation se passe pendant l'épiscopat et avec l'accord du vénérable Humbaud, 51e évêque d'Auxerre 1087-1114. Les croisades ont le vent en poupe à cette époque ; avec l'espoir d'acquérir des fiefs en Terre Sainte ou en chemin, il est plus facile de faire des donations pour recommander son âme à Dieu et peut-être aussi compenser les aliénations des biens ecclésiastiques par les aïeux des seigneurs lors des périodes pré-carolingienne et carolingienne - le XIIe siècle est particulièrement notable pour la quantité de fondations et donations au clergé par des seigneurs laïcs. Les trois seigneurs de Toucy suivent le mouvement. En 1096 avant de partir pour la première croisade (1096-1099), ils font remplacer la chapelle Saint-Nicolas par une église dédiée à Notre-Dame et par un monastère ; puis ils donnent le tout à saint Robert, abbé de Molesme et fondateur des cisterciens. En 1099, saint Robert y place ses religieux, avec un prieur. L'établissement est donc en premier lieu un prieuré pour hommes.

### 1134: abbaye de femmes
Quelques dizaines d'années plus tard, Innocent II, pape 1130–1143, cherche à favoriser les bénédictines nouvellement fondées à Juilly, et obtient de Hugues de Montaigu (52e évêque d'Auxerre 1115-1136) qu'un échange soit fait : Molesme reçoit le prieuré Saint-Gervais d'Auxerre et donne Crisenon à l'évêque ; les religieux de Molesme qui occupent Crisenon déménagent à Saint-Gervais d'Auxerre, et un détachement de bénédictines de Juilly vient s'installer à Crisenon. L'acte d'échange est de 1134 ; Molesme s'y réserve la gouvernance spirituelle des bénédictines de Crisenon et tous les ans, le jour de la Purification, les bénédictines de Crisenon doivent leur donner un cierge pesant une livre.
Saint Hugues de Montaigu prend à cœur le succès de Crisenon. En 1134 se réunissent à Crisenon Hugues de Montaigu, l'abbé de Molesme Ébrard et le comte d'Auxerre Guillaume II de Nevers, pour s'accorder sur des litiges concernant le premier état des religieuses venues de Jully et des biens du monastère de Crisenon. Il est décidé que Molesme cède les terres et bâtiments de Crisenon aux religieuses qui l'habitent, s'en réservant toutefois la direction spirituelle et le droit d'y placer trois ou quatre moines en cas de surpopulation à l'abbaye de Molesme ; et que pour compenser cette cession, Hugues de Montaigu donne à l'abbaye de Molesme l'église Saint-Gervais d'Auxerre. À cette occasion, Ithier III de Toucy, Ermengarde sa mère, Étienne son frère, confirment leurs donations en faveur de Crisenon.
De plus, Hugues de Montaigu érige le prieuré en abbaye.
Sous son successeur Hugues de Mâcon, 53e évêque d'Auxerre 1137-1151, en 1137, Gimaubert, prévôt de Bazerne, donne à Crisenon un tiers des dîmes de Fontenet ; la même année, Hugues de Mâcon règle avec Ébrard, abbé de Molesme, et trois autres abbés plusieurs articles concernant Crisenon. En 1138, il vend à la nouvelle abbaye les moulins de Crain pour une somme très modique.
Selon l'historien Ernest Petit, Crisenon est affranchie de la tutelle de Molesme par Hugues de Mâcon sur ordre du pape Innocent II en 1137. En réalité, il faut attendre le XVIIe siècle avec l'arrêt du parlement obtenu en 1654 par Pierre de Broc, 100e évêque d'Auxerre 1640-1671, pour que l'abbaye de Crisenon soit entièrement soumise à la juridiction de l'évêque d'Auxerre et non à une autre abbaye, fût-elle Molesme ou Juilly.
Le 1er novembre 1143, le pape Innocent II confirme à l'abbesse Adeline qu'il approuve que son monastère ne dépende plus de la juridiction de l'abbaye de Molesme et ratifie tout ce qu'Hugues évêque et Guillaume de Nevers ont fait pour régler le régime de la maison et l'échange de certains cens.

### Rapide croissance
Essentiellement grâce au soutien des papes Innocent II et Clément III, Crisenon devient rapidement l'un des établissements les plus florissants du diocèse d'Auxerre. En 1145, cette abbaye-fille de Juilly reçoit l'autorisation de Clément III pour fonder un nouvel établissement : le prieuré de la Ferté près de Decize. L'affluence de candidates est telle que Crisenon reçoit l'ordre de limiter le nombre de ses moniales à cent. Le pape Clément IV fait cependant une entorse à cette règle en faveur de sa protégée, Bonete de Vézelay, pour laquelle il demande aux religieuses de Crisenon de la recevoir parmi elles.
En 1163, le vénérable Alain de Larrivour, 54e évêque d'Auxerre 1152-1167, établit un accord entre l'abbaye de Reigny et celle de Crisenon. Les médiateurs pour cette affaire sont Geoffroy, abbé de Clairvaux, et une comtesse Ide.
En 1170, Guillaume de Toucy, 55e évêque d'Auxerre 1167-1181, assigne aux religieuses de Crisenon 20 sols de rente sur l'église de Menétreau et la moitié de la menue dîme de Leugny. Ceux qui ont vu le titre original (disparu depuis) affirment qu'il contenait aussi le don de la présentation à la cure de Menestreau, à savoir 7 livres de cire à percevoir ; et la somme de soixante sols à prendre sur le droit d'entrée de l'évêque, argent destiné à soulager les religieuses malades.
Mahaut de Bourgogne donne en 1181 trois serfs, et un quatrième en 1186, « pour servir, eux et leurs descendants, au monastère de Crisenon ». Le dernier (celui donné en 1186) doit de plus donner 20 sols de la monnaie de Provins chaque année le jour de la Nativité de Notre-Dame, pour être employés le même jour à la nourriture des religieuses.

### XIIIesiècle
Jean de Châlon, comte d'Auxerre 1268-1290, fait une donation de plusieurs biens en mars 1277. La charte de cette donation est assez détaillée. Jean de Châlon y déclare qu'il a eu tort de faire bâtir un four sur la paroisse de Saint-Gervais, au préjudice des religieuses qui seules peuvent y en avoir un, avec obligation pour tout le bourg de l'utiliser - ceci selon la concession du comte Guillaume et de la comtesse Alix. Il donne aux religieuses l'usage du bois de Bar pour leur maison des Isles, et celui de la forêt de Fretoy pour leur maison de Charmoy et leur four de Fouronnes. Guillaume comte d'Auxerre 1290-1304, fils de Jean de Châlon, confirme la charte de donation en 1300.
En 1284, Guillaume de Grez, 64e évêque d'Auxerre 1278-1295, établit un statut par lequel il ordonne que l'archiprêtre d'Auxerre peut, tous les deux ans, visiter l'abbaye de Crisenon.

### XIVesiècle
Les Bourguignons et les Anglais ruinent l'abbaye au cours des guerres de succession de Charles VII (quatrième phase de la guerre de Cent Ans). L'église est détruite et ne se relèvera pas dans le style que les trois seigneurs fondateurs de Toucy lui avaient donné : la nouvelle église n'a pas de collatéraux et sa nef unique n'est enrichie d'aucun ornement architectural.
Le 17 avril 1370, Pierre Aymon, 79e évêque d'Auxerre 1362-1373, établit un accord entre l'abbesse de Crisenon et sa prieure qui sont en dispute à propos de rentes.

### XVesiècle, guerre civile
La guerre civile entre Armagnacs et Bourguignons (1407-1435) semble épargner Crisenon.

### XVIesiècle
Le 14 juillet 1559, Robert de Lenoncourt, 93e évêque d'Auxerre 1534-1560, visite l'abbaye.
Les guerres dites « de religion » (seconde moitié du XVIe siècle, en réalité des guerres politiques où la religion n'est guère concernée autrement que comme dommage collatéral) amènent sous le roi Henri IV le pillage et la dévastation de l'abbaye ; mais contrairement à toute attente cette destruction est l’œuvre des catholiques et non des huguenots. Au plus fort de la Ligue catholique (avec le duc de Guise en chef de file), l'abbesse est Jeanne de Pont, dont la parentèle se bat pour le roi. Jeanne de Pont impose donc à l'abbaye le respect de l'autorité de Henri IV. Mais Henri IV, protestant, n'a pas encore abjuré.
Or la Ligue est très active à Auxerre et dans l'Auxerrois. Les catholiques assaillent l'abbaye. Jeanne de Pont doit s'enfuir avec les filles du seigneur de Chastellux qui sont également à l'abbaye, et les religieuses qui choisissent de les suivre. Elles se réfugient au château de Chastellux, mais les catholiques les poursuivent jusque là. L'abbesse doit s'enfuir du château et se cacher sous des habits séculiers. En 1590, Jeanne de Pont se démet de sa fonction qu'elle ne peut plus assurer. Henri VI désigne à sa place Diane de Chastellux, mais cette dernière ne peut pas prendre possession de l'abbaye, faute de ce que la nomination n'est pas reconnue à Rome, qui n'accepte pas de nominations à des bénéfices aux charges ecclésiastiques venant d'un roi protestant. On ne sait si Diane de Chastellux meurt ou se démet ; Claude de Monsaunin prend sa place, nommée par le crédit des seigneurs de Chastellux.
En 1593, Claude de Montsaunin obtient des lettres du grand conseil pour « informer du pillage et du bris du monastère ». Mais ces lettres restent sans effet et justice n'est pas rendue. Claude de Montsaunin se démet de sa fonction en 1600, en faveur d'Angélique de Chastellux.

### XVIIesiècle
Angélique de Chastellux est abbesse de Crisenon pendant cinquante six ans. Elle commence par relever l'abbaye de ses ruines et en remettre les possessions en ordre. Elle y rétablit la discipline originelle. Mais Angélique entre en conflit avec Pierre de Broc, 100e évêque d'Auxerre 1640-1671, sur un point : à cause d'un édit royal de 1606 et d'un décret d'Urbain VIII obligeant les évêques à installer les religieuses dans les villes, Pierre de Broc veut faire rentrer dans les villes toutes les communautés de femmes établies à la campagne, « afin de leur assurer une sécurité propice à l'oraison » mais aussi et peut-être surtout pour des raisons de surveillance - les longues guerres successives ont amené, et amèneront, des relâchements de discipline importants. D'autre part plusieurs abbesses ont considéré la protection spéciale accordée par les papes comme un affranchissement de la juridiction de l'ordinaire (soumission directe à l'évêque diocésain).
Pierre de Broc émet le 26 août 1643 une ordonnance commandant que les religieuses de Crisenon se transfèrent à Auxerre. Mais la Mère Angélique refuse. Usant du crédit familial, elle fait annuler en 1646 l'ordonnance de l'évêque - sans pour autant lui désobéir en rien d'autre. En 1654, Pierre de Broc obtient un arrêt soumettant à sa juridiction les religieuses de l'abbaye, avec l'accord d'Angélique de Chastellux. Il fait adopter les règles et constitution qu'il a établies pour l'abbaye Saint-Julien d'Auxerre, en les adoucissant légèrement. En 1656, préparant sa succession, Angélique de Chastellux obtient du roi la nomination comme co-adjutrice de Claude Larcher, sa religieuse la plus exemplaire, et meurt cette année-là. Claude Larcher prend sa succession à la tête de l'abbaye, et maintient celle-ci en bon état temporel et spirituel. Mais quand elle meurt avant la fin du XVIIe siècle, les mœurs à l'abbaye se relâchent notablement. 
La nouvelle abbesse, Apoil de Romainval, fait venir une amie portant le voile des bénédictines de Mantes (diocèse de Chartres), une madame d'Hairval ou d'Hornal Les deux commères mènent ensemble une vie « scandaleuse », dissipant les biens de l'abbaye et la grevant de dettes, répandant des faveurs indues sur leurs religieuses préférées et traitant très mal les autres religieuses. Des religieuses s'en plaignent à l'évêque à plusieurs reprises ; en 1699 un mémoire à ce sujet est adressé à André Colbert, 102e évêque d'Auxerre 1676-1704. Le curé de Cravant, chargé d'enquêter sur place, n'est même pas reçu par l'abbesse ; mais une religieuse réussit à lui parler en aparté, lui faisant part des maux et griefs des religieuses. Toutefois les efforts de l'évêque d'Auxerre pour expulser la fauteuse de troubles de son diocèse, sont aussi impuissants que ceux de l'évêque de Chartres pour la réintégrer dans son diocèse.

### XVIIIesiècle
En 1711, Madame de Beausoleil accepte cet abbatiat malgré le fait que l'abbaye soit complètement ruinée après les exactions des Mères de Romainval et d'Hornal. Son parent Etienne Cornet, trésorier général des galères, contribue pour plus de 30 000 livres à l'épuration des dettes de l'abbaye et la récupération des biens donnés en caution. Ce secours inespéré prolonge la vie de l'abbaye de presque un siècle.
En 1780, Crisenon a encore treize religieuses. La situation financière, quoique encore précaire, n'est pas désespérée : en 1775 sous l'abbatiat d'Anne de Sennevoy, la dette s'élève encore à 29 000 livres, mais elle peut être amortie au moins en grande partie par des coupes de bois. Les revenus, de 11 000, couvrent les frais courants et les intérêts des prêts. Cependant, la gestion de l'établissement est mauvaise ; les supérieures, comme dans de nombreux autres établissements du genre, dépensent plus d'argent que les recettes ne font rentrer.

Par ailleurs et surtout, Charles de Caylus, 103e évêque d'Auxerre 1705-1754 et donc en place pendant quarante neuf ans, a apporté dans le diocèse des idées jansénistes qui se sont d'autant mieux implantées que le caractère de Caylus inspirait respect et ferveur.
La chambre générale du clergé, reconnaissant le problème, souhaite supprimer certaines maisons pour en relever d'autres plus utiles. En 1776, Crisenon est menacée par Champion de Cicé, 105e (et dernier) évêque d'Auxerre 1760-1801, est particulièrement acharné quant à l'éradication du jansénisme dans son diocèse. Comme l'abbaye de Crisenon est de nouveau bien tenue, il prend prétexte de la situation financière encore instable pour essayer de réunir Crisenon à l'abbaye des Isles d'Auxerre dont la situation financière est faible, et de donner à cette dernière les biens de Crisenon. Dans ce but, il interdit aux religieuses de Crisenon de prendre des novices.
Le 3 août 1776, un arrêt rendu par le Conseil du roi, probablement demandé par Mgr de Cicé, ordonne « l'extinction et la suppression de la communauté des bénédictines de Crisenon et à l'union de ses biens et revenus à une ou plusieurs autres communautés ou autres établissements du diocèse d'Auxerre, ce qui serait déterminé par le sieur évêque de concert avec les commissaires et en observant les formalités prescrites par les saints canons... » Le roi ordonne aussi que le temporel de l'abbaye soit régi par un économe nommé par l'évêque.
Mais tout n'est pas joué. Car Anne de Sennevoy a eu l'heureuse idée de remettre sa démission dans les mains d'une parente du comte de Saint-Germain, ministre de la Guerre ; et pour plus de sûreté elle a donné une seconde lettre de démission à une parente du comte de Maurepas, ministre d'État de l'avènement de Louis XVI en 1774 jusqu'à sa mort en 1781. Son pari est gagnant : l'arrêt de 1776, expédié, reste enfoui dans les archives de la préfecture de l'Yonne (qui se trouve être logée dans le palais épiscopal d'Auxerre déserté par les évêques depuis Charles de Caylus en faveur du château de Régennes, et qui du même coup récupère les archives de l'évêché). Avant la fin de l'année 1776, Claude de Saint-Germain fait révoquer l'arrêt et fait nommer sa parente Marie-Louise Dumouchet.
Marie-Louise Dumouchet n'est pas une religieuse. Elle est tout au plus chanoinesse du chapitre noble de Saint-Denis d'Alix au diocèse de Lyon ; elle en reçoit une petite prébende de 750 livres. Elle est habituée au « beau monde » et ses manières d'aristocrate laissent beau jeu aux médisants. Mais elle redresse le temporel de Crisenon : les 29 000 livres de dettes en 1776 passent à seulement 8 000 livres en 1789, soit 21 000 livres remboursées en douze ans - ce qui représente une belle performance, d'autant que le bois de coupe en réserve n'a pas été utilisé pour ce faire, et que toutes ses demandes d'aide financière à l'évêque ou à l’État sont refusées.
La vente des biens de l'abbaye est la première vente de biens nationaux dans le district d'Auxerre. Elle a lieu le 8 janvier 1791. Les bâtiments et le clos de l'abbaye, et tous ses biens, sont adjugés 86 200 livres. La pension de l'abbesse est fixée à 1 000 livres, celles des huit religieuses restant à 700 livres chacune, et celle des deux sœurs converses à 250 livres chacune. L'abbaye abrite aussi à cette époque une jeune fille pauvre et épileptique ; Marie-Louise Dumouchet demande à ce qu'elle soit traitée comme une sœur converse, ce qui est obtenu et la jeune fille reçoit elle aussi 250 livres de rente qui sont immédiatement convertis en une place à l'hôpital général.

## Possessions
Le nom du ou des donateurs et la date de donations, s'ils sont connus, sont indiqués entre parenthèses.
- Prieuré de la Ferté, près de Decize (1145)
- Chaume
- Charmoy[B 34]
- Le Chazeau
- Cigogne
- Cougny
- Lixy à l'ouest de Sens[B 35]
- La Loge
- Lucy-sur-Cure, partagé avec l'abbaye de Reigny ; les deux abbayes y logent leurs famuli
- Lugue (commune de Limon)
- Reugny
- Saint-Cyr
- Traisaigles
- terre de Cry (Guillaume II de Nevers, 1167)[B 36]
- domaine de Montmeen (1167)[B 36]
- moulins de Crain[B 8]
- moulins du Pré, aujourd'hui moulins du Bâtardeau  (Guillaume II)[B 4]
- des vignes à Varzy
- four de Fouronnes[B 37]
- four banal de la paroisse Saint-Gervais à Auxerre (Guillaume II)[B 4]
- droit d'usage au Thureau du Bar (Guillaume II)[B 4]
- étang d'Escolives (Guillaume II)[B 4]
- Part de Guillaume II dans le bois de Bergerette près Châtel-Censoir (Guillaume II, 1167)[B 36]
- la dîme de la pêche du comte à Decize[B 38].
- un tiers des dîmes de Fontenet[B 6]
- 100 sols de rente sur la foire du Tannet à Auxerre (Guy de Nevers)[B 39]

Toutes les possessions de l'abbaye en 1790 sont listées par Leclerc (voir Leclerc 1844) dans son mémoire Abbaye de Crisenon, p. 41-43.

## Les abbesses
Trois abbesses sont issues de la maison de Chastellux.
- 1143 : Adeline (1er novembre).

[...]
- 1240 : Beatrix de Bourbon, 7e abbesse[B 17].

[...]
- 1409 : Alixant de Tanlay[4].

[...]
- avant 1590 : Jeanne de Pont, se démet de sa fonction en 1590.

(Diane de Chastellux, désignée par le roi Henri IV en 1590 avant que ce dernier n'ait abjuré du protestantisme, n'est pas reconnue par le pape.)
- ~1593 : Claude de Montsaunin.
- 1602 : Angélique de Chastellux[B 21], fille d'Olivier de Chastellux, gouverneur de Cravant, et de Marguerite d'Amboise;
- 1657-1694 : Claude ou Claudine Larcher[B 21], de la famille de Pierre Larcher, président de la chambre des Comptes
- 1694- : Catherine Marie Placide Apoil de Romainval[B 24], parente d'Eustache Apoil de Romainval, lieutenant-général civil et criminel au bailliage et siège présidial de Mantes
- 1711 : Madame de Beausoleil[B 25].
- avant 1775 : Anne de Sennevoy / Senevoy
- (1776) : Marie-Louise de/du Mouchet de Beaumont, chanoinesse honoraire du chapitre noble de Saint-Denis d'Alix